# Загурский, Николай Матвеевич
Загу́рский Никола́й Матве́евич (29 апреля (12 мая) 1912, Иркутск — 7 июля 1979, Кисловодск) — советский актёр, режиссёр театра, директор Иркутского театра музыкальной комедии (1961—1976). Народный артист РСФСР (1967).

## Биография
В 1932 году окончил Новосибирскую балетную школу. В 1932—1940 годах работал в театрах музыкальной комедии Новосибирска, Алма-Аты, Свердловска, Читы, Казани, Горького и других городов.
В 1940 году приехал вместе с горьковским театром на гастроли в Иркутск.
Одна из лучших ролей — Ничипор в оперетте «Свадьба в Малиновке». Сыграл десятки запоминающихся ролей в спектаклях: «Трембита», «Девичий переполох», «Табачный капитан» и других.
В 1961 году стал директором Иркутского театра музыкальной комедии и до 1976 года руководил им.

## Память

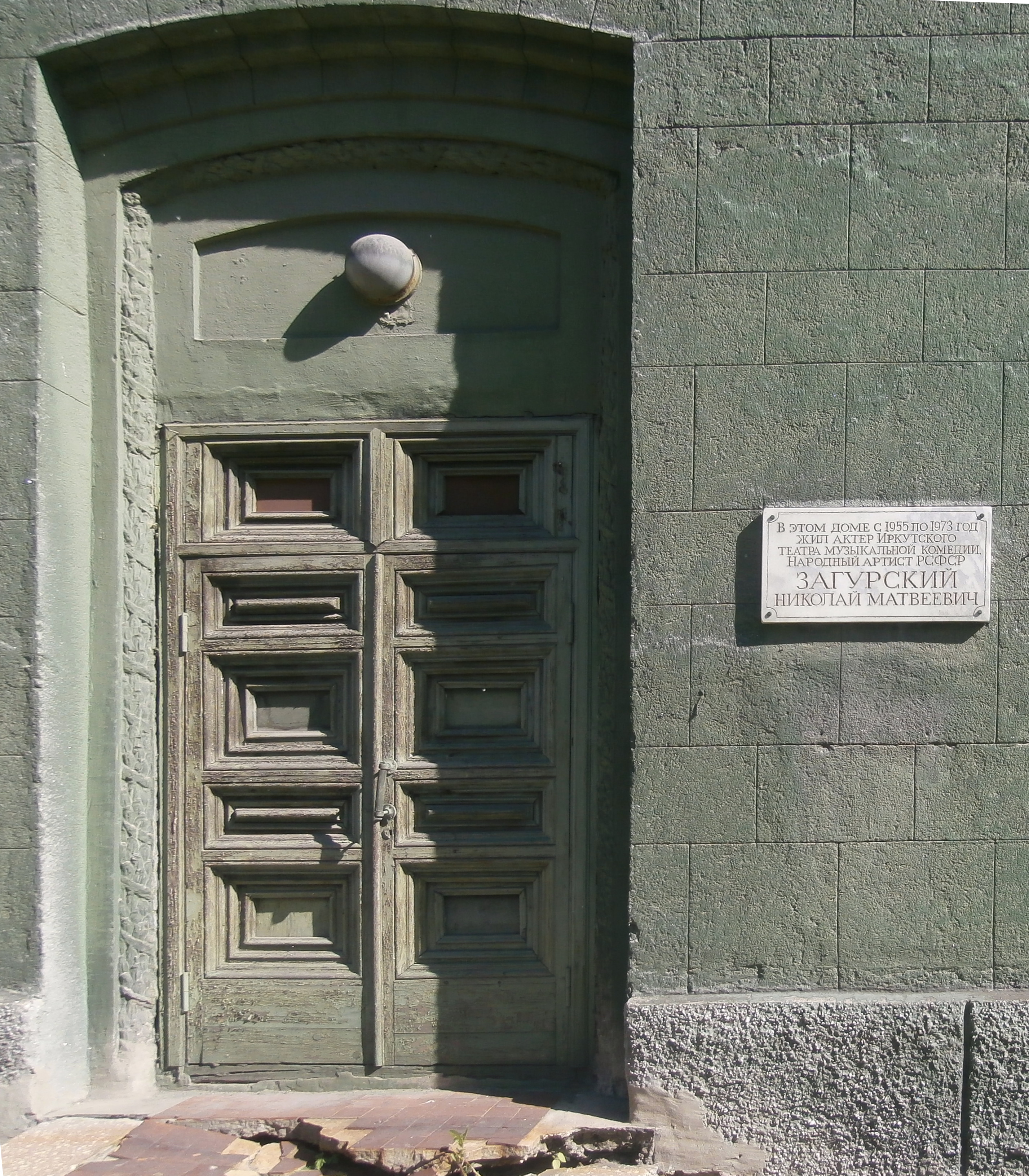
Памятная доска на доме Н. М. Загурского

- В 1982 году на доме, где жил Николай Загурский, установлена мемориальная доска[1].
- В 2001 году имя Николая Загурского присвоено Иркутскому музыкальному театру.